# Círculo de Valeriepieris

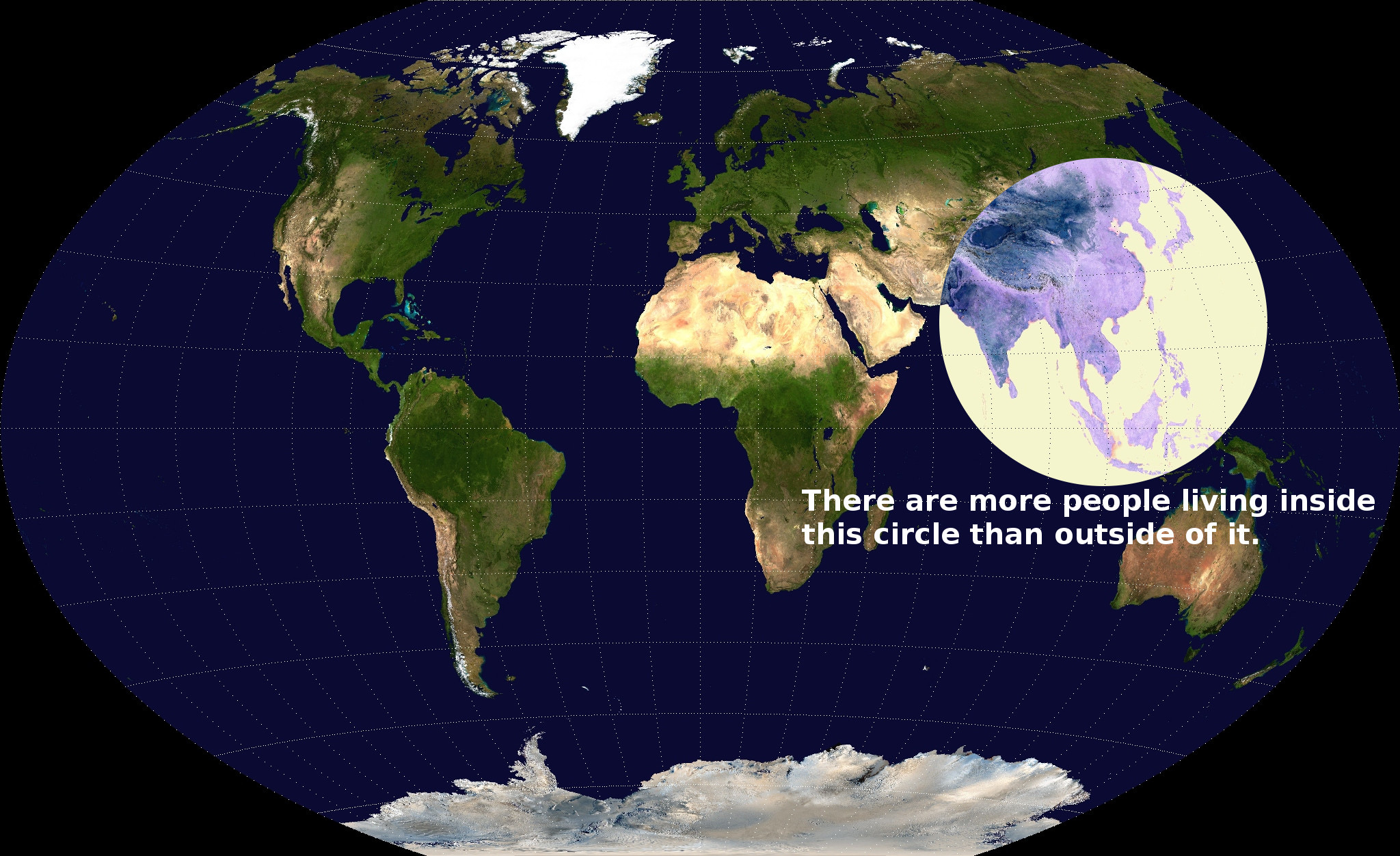
O mapa original de 2013 de Ken Myers, com o interior do círculo invertido

Um círculo de Valeriepieris é uma figura desenhada na superfície da Terra de tal forma que a maioria da população viva no seu interior. O conceito foi originalmente popularizado por um mapa publicado no Reddit em 2013,  feito por um professor de inglês como segunda língua do Texas chamado Ken Myers, cujo nome de usuário no site deu à figura o seu nome. O círculo original de Myers cobria apenas 6.7% da área de superfície total da Terra, com um raio de cerca de 4,000 quilómetros, centrado no Mar da China Meridional. O mapa tornou-se num meme popular, e foi destacado em numerosos meios de comunicação. O mapa original de Myers usa a Projeção Winke tripel, o que significa que o seu círculo, não tendo sido ajustado à projeção, não corresponde a um círculo na superfície de uma esfera.

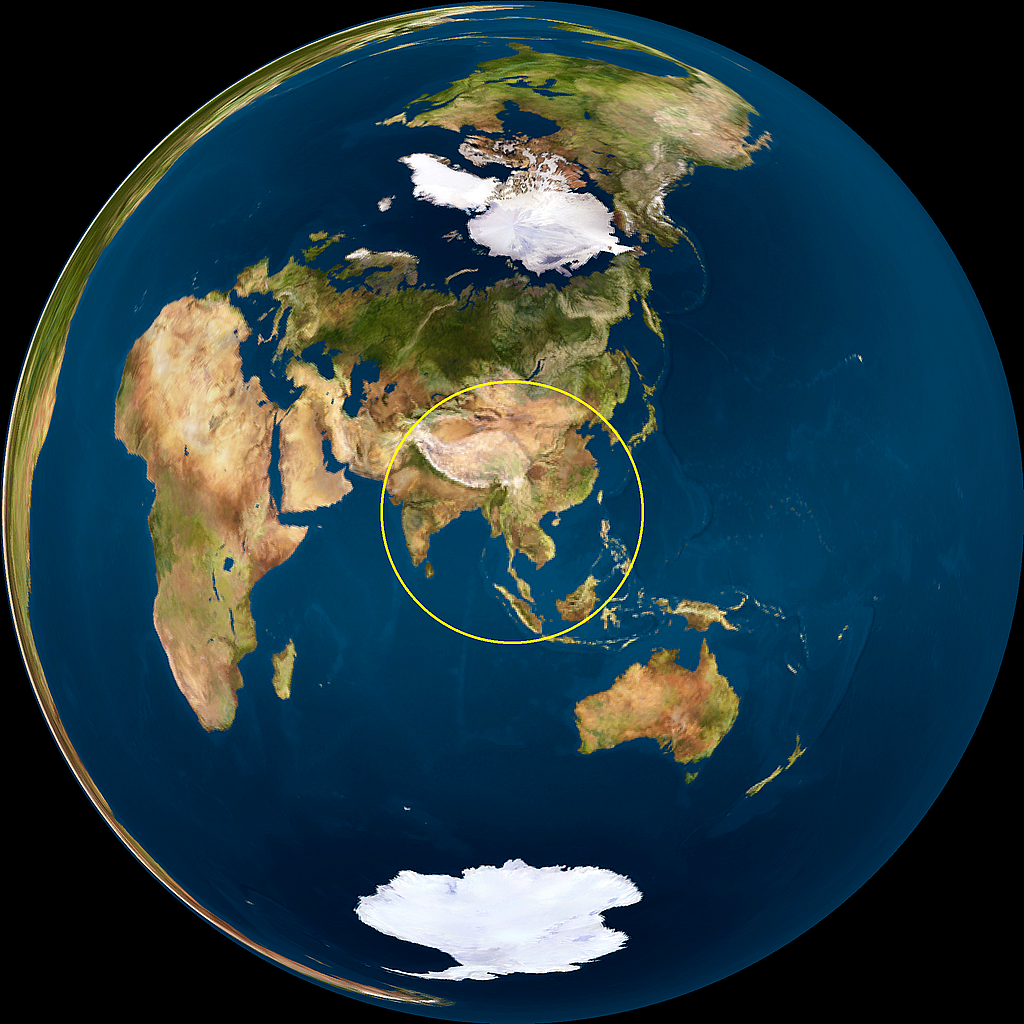
Círculo de Danny Quah de 2015, numa projeção azimutal de áreas iguais de Lambert – a fração da área do círculo em relação à do globo é igual ao seu equivalente na Terra

Em 2015, o professor da Singapura Danny Quah—com a ajuda de um estagiário chamado Ken Teoh—verificou a alegação original de Myers, como também apresentou um círculo novo e consideravelmente mais pequeno centrado no município de Mong Khet em Myanmar, com um raio de 3,300 quilómetros. Na verdade, Quah alegou que este círculo era o mais pequeno possível, tendo sido produzido através de cálculos rigorosos e dados atualizados, como também sendo um círculo correto na superfície da Terra.
Em 2022, o círculo original de Myers foi outra vez testado por Riaz Shah, um professor da Escola de Negócios Internacional de Hult. Shah usou dados recentemente publicados nas Prospeções de População Mundial das Nações Unidas para estimar que 4.2 mil milhões de pessoas viviam dentro do círculo em 2022, de um total de população humana de 8 mil milhões.
A ideia de Myers foi formalizada e um círculo de Valeriepieris pode ser definido para qualquer área espacial, como um só país. Estes círculos de Valeriepieris generalizados podem ser usados para estudar mudanças de população pelo tempo, redução dimensional e medir centralização populacional. Um pacote de Python para computar círculos de Valeriepieris está disponível.